# NGC 3758
NGC 3758 é uma galáxia espiral (S?) localizada na direcção da constelação de Leo. Possui uma declinação de +21° 35' 49" e uma ascensão recta de 11 horas, 36 minutos e 29,1 segundos.
A galáxia NGC 3758 foi descoberta em 18 de Março de 1874 por Ralph Copeland.